# Liliane Maury Pasquier
Pour les articles homonymes, voir Maury et Pasquier.
Liliane Maury Pasquier, née Liliane Maury le 16 décembre 1956 à Genève (originaire de Veyrier), est une femme politique suisse membre du Parti socialiste suisse, ancienne députée au Conseil des États et au Conseil national et ancienne présidente de l’Assemblée parlementaire du Conseil de l'Europe de juin 2018 à janvier 2020.

## Biographie

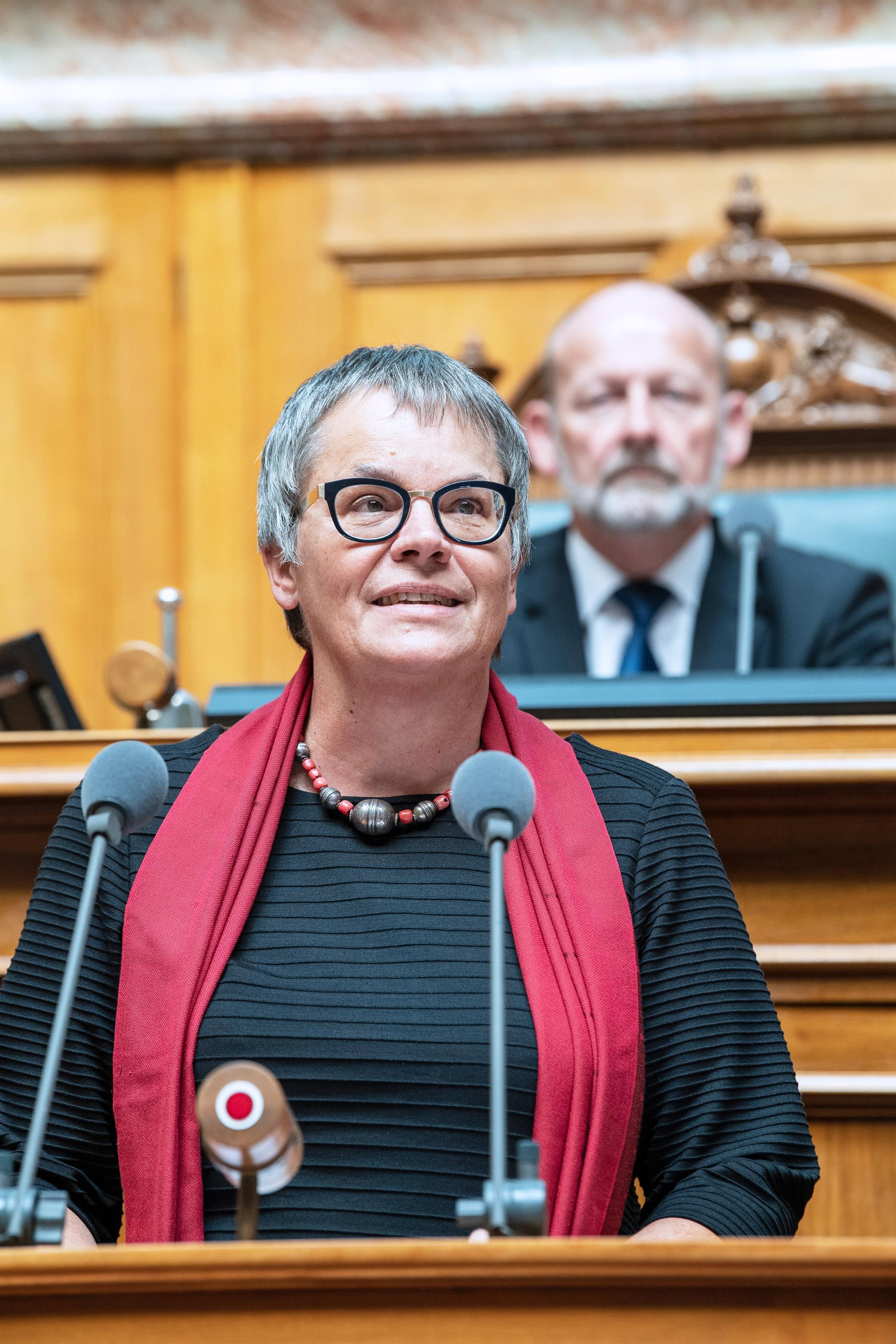
Liliane Maury Pasquier, en 2018.

Liliane Maury Pasquier naît Liliane Maury le 16 décembre 1956 à Genève. Elle est originaire de Veyrier, dans le même canton,. Son père et son frère sont policiers.
Elle obtient sa maturité gymnasiale (latine) en 1975 et épouse Roland Pasquier la même année. Après avoir travaillé notamment comme secrétaire médicale, elle suit une formation de sage-femme en 1985 dont elle sort diplômée en 1988.
Elle est mère de quatre enfants.

## Parcours politique
Elle adhère au Parti socialiste en 1980.
Elle est conseillère municipale à Veyrier de 1983 à 1992, puis députée au Grand Conseil du canton de Genève de 1993 à 1996.
Élue en tant que députée au Conseil national de 1995 à 2007, elle préside ce dernier entre le 26 novembre 2001 et le 25 novembre 2002. Elle effectue alors une visite officielle en Afrique du Sud et met à profit sa présidence pour intervenir en faveur des femmes nigérianes menacées de lapidation. 
Le 21 octobre 2007, elle est élue au Conseil des États en tête de liste, aux côtés du conseiller d'État Robert Cramer, en remplacement de Christiane Brunner. Le 23 octobre 2011, elle est réélue au Conseil des États, toujours en tête de liste et toujours aux côtés de Robert Cramer. Lors des élections fédérales d'octobre 2015, le duo est réélu pour un troisième mandat. Invitée sur le plateau de Jérémy Seydoux sur Léman Bleu en février 2017, elle n'exclut pas de se représenter pour un quatrième mandat, en 2019. En septembre 2018, elle annonce cependant qu'elle ne se représentera pas pour se consacrer à sa fonction de présidente de l'Assemblée parlementaire du Conseil de l'Europe. Le dimanche 10 novembre 2019, le socialiste Carlo Sommaruga lui succède à la chambre haute alors que la Verte Lisa Mazzone prend la suite de son collègue Robert Cramer.  
En juin 2018, elle quitte la Commission de la sécurité sociale et de la santé publique du Conseil des États, dont elle fut la présidente entre décembre 2013 et décembre 2015, afin de se consacrer à son mandat de présidente de l'Assemblée parlementaire du Conseil de l'Europe. Elle reste toutefois membre de la Commission de politique extérieure jusqu'à la fin de son mandat sous la coupole fédérale. Elle fut membre de la Commission de la science, de l'éducation et de la culture jusqu'à la fin 2015. Elle fit également partie de deux délégations dont elle a été présidente : la Délégation pour les relations avec le Parlement français (présidence de 2009 à 2011) et la Délégation auprès du Conseil de l'Europe (présidence de 2011 à 2014),. 
Elle devient présidente de l’Assemblée parlementaire du Conseil de l'Europe en juin 2018 en remplacement de Michele Nicoletti, démissionnaire en raison de sa non réélection en tant que député en Italie. Au sein de l'Assemblée parlementaire du Conseil de l'Europe, elle siégea au sein de la Commission des questions sociales, de la santé et du développement durable, dont elle fut présidente, ainsi qu'au sein de la commission du Règlement, dont elle fut également la présidente entre 2016 et 2018. Elle présida le Groupe des socialistes, démocrates et verts de janvier 2018 jusqu'au moment de son accession à la présidence de l'Assemblée.